# Берсин
Берсин (болг. Берсин) — село в Болгарии. Находится в Кюстендилской области, входит в общину Кюстендил. Население составляет 152 человека.

## Политическая ситуация
Берсин подчиняется непосредственно общине и не имеет своего кмета.
Кмет (мэр) общины Кюстендил — Петыр Георгиев Паунов (коалиция в составе 3 партий: Демократы за сильную Болгарию (ДСБ), Союз демократических сил (СДС), партия АТАКА) по результатам выборов.